# STAR LIGHT
《STAR LIGHT》，是日本男子偶像團體光GENJI的出道單曲和他們其中一首代表作。1987年8月19日發行。

## 簡介
發售後首週即力壓當時當紅的女子組合小貓俱樂部的單曲《婚紗》，獲得Oricon單曲週榜冠軍，是繼近藤真彥和少年隊之後傑尼斯事務所第三組出道單曲即獲得Oricon週冠的藝人。
主打歌《STAR LIGHT》請來了著名樂團恰克與飛鳥製作，從此恰克與飛鳥為光GENJI創作歌曲數年，取得了巨大的成功；而之後因為版權問題傑尼斯事務所和恰克與飛鳥鬧翻，光GENJI的歌唱事業也走入了下坡路，而該作粵語版由永遠歌聖羅文（籮記）改編成粵語版本，收錄自羅文88年國粵語大碟第一部分，此外該作亦由Chage And Aska翻唱。
1987年銷量達31.8萬張，是年度日本單曲銷量第4位；在翌年1988年，《STAR LIGHT》仍售出16.3萬張，是1988年單曲銷量第51位。

## 收錄曲目
1. STAR LIGHT
作詞：飛鳥涼；作曲：恰克與飛鳥；編曲：佐藤準
2. ROLLING STOCK
作詞：理查德·斯迪喬；作曲：安德魯·洛伊·韋伯；日本語詞：高柳戀；編曲：佐藤準